# Tityra
A Tityra a madarak (Aves) osztályának verébalakúak (Passeriformes) rendjébe és a Tityridae családjába tartozó nem.

## Rendszerezés
Besorolásuk vitatott, egyes rendszerezők a kotingafélék (Cotingidae) családjába sorolják, de helyezik a királygébicsfélék (Tyrannidae) közé is.
A nemet Louis Pierre Vieillot írta le 1816-ban, az alábbi fajok tartoznak ide:
- álarcos titira (Tityra semifasciata)
- feketefarkú titira (Tityra cayana)
- koronás titira (Tityra inquisitor)
- Tityra leucura